# Rafael Grau Ferrer
Rafael Grau Ferrer (La Garriga, Barcelona, España, 24 de septiembre de 1927 - Barcelona, España, 20 de junio de 1989) fue un futbolista español que jugaba como delantero. Jugó toda su carrera en Cataluña a excepción de dos temporadas que disputó en Primera División con el Real Gijón. Estuvo en Gijón dos campañas y tras el descenso del equipo asturiano en 1954 fichó por el Club Gimnàstic de Tarragona con el que se retiró en 1958.

## Clubes
| Club                        | País   | Año       |
| --------------------------- | ------ | --------- |
| U. D. San Martín            | España | 1947-1948 |
| U. D. San Andrés            | España | 1948-1949 |
| R. C. D. Español            | España | 1949-1952 |
| Real Gijón                  | España | 1952-1954 |
| Club Gimnàstic de Tarragona | España | 1954-1958 |